# Электропоезда железных дорог, построенные и (или) эксплуатируемые на территории постсоветского пространства
В списке представлены электропоезда, когда-либо эксплуатировавшиеся на советских, а позже российских железных дорогах нормальной колеи, то есть с шириной 1524/1520 мм, а также выпущенные советскими и российскими заводами на экспорт, за исключением электропоездов метрополитена, указанных в отдельном списке. В список также включены опытные электропоезда, проходившие испытания, но по ряду причин так и не введённые в эксплуатацию. В отдельных разделах списка приведены узкоколейные электропоезда и условно именуемые электропоездами составы электровозной тяги типа «тяни-толкай».

## Историческая справка

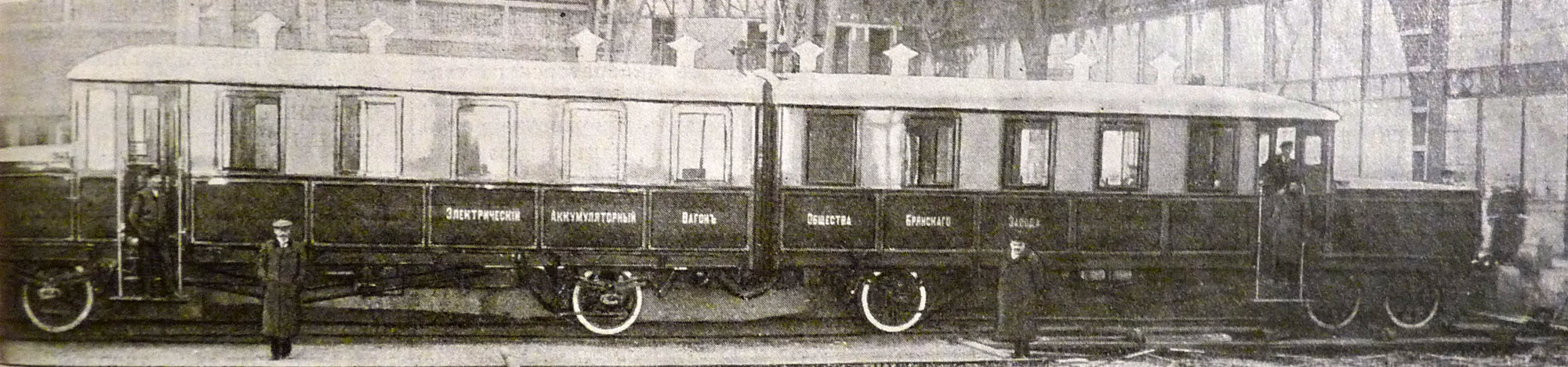
«Первый пассажирский электрический вагон». 1910 год

Первые электропоезда в Российской империи эксплуатировались на узкоколейных (1000 мм) подъездных путях города Лодзь (ныне находится на территории Польши), где обслуживали Лодзь—Эгержское (10,5 км) и Лодзь—Пибианское (15 км) направления. Моторные (№ 1—16) и прицепные (№ 101—120) электровагоны были построены в 1900 году Русско-Балтийским вагоностроительным заводом. Напряжение в контактной сети составляло 550 В. Первым электропоездом на территории нынешней России стал сдвоенный аккумуляторный вагон, построенный в 1910 году Брянским машиностроительным заводом. Электропоезд сделал несколько опытных поездок на линии Санкт-Петербург—Царское Село, в ходе которых выявилось несовершенство его аккумуляторных батарей.
Первые проекты электрификации пригородных участков железных дорог также впервые предлагались ещё в Российской империи. Так ещё в 1913 году Министерство путей сообщения рассматривало проект электрификации направления Москва — Рублёво — Павловская Слобода — Воскресенск. Также выдвигались проекты электрификации участка Москва—Раменское (Московско-Казанская ж. д.), постройки лёгкой железной дороги Москва — Сергиев Посад, сооружения Крымской электрической дороги, электрификации Сурамского перевала и так далее, всего около 60 проектов. В связи с начавшимися военными событиями, работы по этим проектам были приостановлены. Первый электропоезд на советских железных дорогах появился в 1920 году. Им стал аккумуляторный электропоезд системы И. И. Махонина, который представлял собой три переоборудованные автомотрисы постройки Мытищинского завода (были сняты дизельные двигатели и генераторы) с тремя специальными тендерами, на которых располагались аккумуляторы. Первым электрифицированным пригородным направлением в СССР стал участок Баку — Сабунчи — Сураханы, на котором 7 июля 1926 года началось регулярное движение электропоездов. На территории нынешней России первое пробное движение пригородных электропоездов было открыто 3 августа 1929 года на участке Москва—Мытищи, а с 1 октября началась их регулярная эксплуатация.

## Списки электропоездов
В нижеприведённых списках электропоезда разделены по роду тока: постоянного и переменного, а также многосистемные. В отдельные списки включены аккумуляторные электропоезда и электропоезда узкой колеи, а также поезда электровозной тяги типа «тяни-толкай», которые также условно можно отнести к электропоездам как составы постоянного формирования, хотя они и не являются моторвагонным подвижным составом.
В списках в столбце Композиция М и П означают соответственно моторный и прицепной вагоны, а уточняющие индексы г и п — головной (то есть оборудованный кабиной управления) и промежуточный (например, Мп — моторный промежуточный, Пг — прицепной головной и так далее). Если в составе электропоезда имеются моторные вагоны с разным количеством обмоторенных осей, то вагон с наличием одновременно обмоторенных и бегунковых осей (например, вагон электропоезда ЭШ2 с осевой формулой 20−2) обозначается с дополнительной заглавной буквой П (например, МПп — моторно-прицепной промежуточный). Уточнение (Л) после Мг означает, что использован моторный вагон без пассажирских мест, технически представляющий собой секцию локомотива (электровоза), но интегрированный по конструкции с пассажирскими вагонами и не эксплуатирующийся как отдельный локомотив, а обозначение Л в списках поездов электровозной тяги — что вместо моторного вагона использована секция обычного электровоза (локомотива). В скобках заключена составность электросекций. Например, запись 2×(Мг+Пп) означает, что электропоезд состоит из двух электросекций, каждая из которых состоит из одного моторного головного и одного прицепного промежуточного электровагонов.
При заполнении столбца Электрическое торможение следует учесть, что под термином «Электрическое торможение» понимается вид торможения, при котором тормозной эффект достигается за счёт преобразования кинетической и потенциальной энергии транспортного средства в электрическую (когда тяговые электродвигатели работают в качестве генераторов). В общем случае оно может быть реостатным, рекуперативным либо их сочетанием (рекуперативно-реостатным). Сюда не следует добавлять иные виды торможения с применением электричества (магнитно-рельсовые, электропневматические и тому подобное).
В столбце Кол-во указано количество выпущенных электросекций или моторных вагонов, так как учёт моторвагонных поездов ведётся именно по ним. Однако в скобках указано и количество выпущенных полноценных поездов, то есть без учёта дополнительных электросекций. По этому столбцу нельзя определить общий парк советских и российских электропоездов, так как учёт в таблице ведётся даже для серий, получаемых путём переделки других электропоездов.
Для полноты информации, в списках приведены все модификации, а для некоторых электропоездов (например, ЭР2 и ЭР9П) учтено и изменение головных вагонов. Электропоезда в списке упорядочены по годам выпуска, а трофейные и репарационные электропоезда — по году попадания на советские железные дороги.

### Электропоезда постоянного тока
| Серия                                                 | Иллюстрация                          | Напряжение, В | Композиция                                              | Число мест       | Электрическое торможение           | Годы выпуска         | Заводы | Кол-во                                          |
| ----------------------------------------------------- | ------------------------------------ | ------------- | ------------------------------------------------------- | ---------------- | ---------------------------------- | -------------------- | --- | ----------------------------------------------- |
| Баку — Сураханинской ж. д.                            |                                      | 1200          | (Мг+Пг)                                                 | н.д.             | —                                  | 1926                 | МВЗ, «Динамо», Элин | 14                                              |
| СВ                                                    |                                      | 1500          | (Пг+Мп+Пг)                                              | 299-321          | —                                  | 1929—1934            | МВЗ, Виккерс, «Динамо» | 33                                              |
| СД                                                    |                                      | 1500          | (Пг+Мп+Пг)                                              | 299-321          | —                                  | 1932—1941            | МВЗ, «Динамо» | 232                                             |
| М (с прицепными вагонами)                             |                                      | 1200          | Мг+2Пп, Мг+3Пп                                          | …                | —                                  | 1924, 1927           | Сименс-Шуккерт | 4                                               |
| ЭМ165                                                 |                                      | 750           | (Мг+Пп)                                                 |                  | —                                  | 1927—1930            | AEG, DMV, O&K, SSW | 21                                              |
| ЭМ167                                                 |                                      | 750, 1500     | Мг+Пп                                                   |                  | —                                  | 1938—1944            | AEG, O&K Dessau, Wegmann, WEG, SSW                                                                                           | 34                                              |
| СМ и СР                                               |                                      | 1500, 3000    | (Пг+Мп+Пг)                                              | 299-321          | —                                  | 1947—1952            | РВЗ, «Динамо» | 343 СР, более 4 СМ                              |
| {\displaystyle C_{3}^{P}} и {\displaystyle C_{3}^{M}} |                                      | 3000          | (Пг+Мп+Пг)                                              | 299-321          | —                                  | 1952—1958            | РВЗ | 550 (351 СР3, 199 СМ3)                          |
| СН                                                    |                                      | 3000          | (Пг+Мп+Пп)                                              | н.д.             | —                                  | 1954, 1955           | РВЗ, РЭЗ, «Динамо» | 2                                               |
| РС                                                    |                                      | 3000          | 5×(Пг+Мп)                                               | 5×213            | Рекуперативно-реостатное           | 1955—1957            | Перовский завод по ремонту ЭПС (переделка из Смв)                                                                            | 5 (1)                                           |
| ЭР1                                                   |                                      | 3000          | (Пг+Мп)+3×(Пп+Мп)+(Мп+Пг)                               | 1050             | —                                  | 1957—1962            | РВЗ, РЭЗ, КВЗ | 1295 (259)                                      |
| ЭР6 (ЭР1/6)                                           |                                      | 3000          | (Пг+Мп)+3×(Пп+Мп)+(Мп+Пг)                               | 1050             | Рекуперативно-реостатное (для ЭР6) | 1959                 | РВЗ, РЭЗ, «Динамо» | 5 (1)                                           |
| ЭР10                                                  |                                      | 3000          | (Мг+Пп)+(Пп+Мг)                                         | 972              | Рекуперативно-реостатное           | 1960, 1961           | РВЗ, РВЗ, КВЗ | 12 (6)                                          |
| ЭР2 (№ 300—1027)                                      |                                      | 3000          | (Пг+Мп)+0…3×(Пп+Мп)+(Мп+Пг)                             | 1044—1050        | —                                  | 1962—1974            | РВЗ, РЭЗ, КВЗ | 3472 (529)                                      |
| ЭР22                                                  |                                      | 3000          | 2×((Мг+Пп)+(Пп+Мг))                                     | 988              | Рекуперативно-реостатное           | 1964—1968            | РВЗ, РЭЗ, КВЗ | 264 (66)                                        |
| ЭР23                                                  |                                      | 3000          | Пг                                                      | —                | —                                  | 1967                 | РВЗ | —                                               |
| ЭР22М                                                 |                                      | 3000          | 2×((Мг+Пп)+(Пп+Мг))                                     | 968              | Рекуперативно-реостатное           | 1972                 | РВЗ, РЭЗ | 8 (2)                                           |
| ЭР2В                                                  |                                      | 6000          | 2×(Пг+Мп), 2×(Пг+Мп)+2×(Пп+Мп)                          | …                | Рекуперативное                     | 1973—1975            | МЛРЗ (переоборудованы из ЭР2)                                                                                                | 12 (3)                                          |
| ЭР200                                                 |                                      | 3000          | Пг+3…6×(Мп+МпТ)+Пг                                      | 24 (Пг), 64 (Мп) | Реостатное                         | 1973, 1991           | РВЗ, РЭЗ | 11 (3)                                          |
| ЭР2 (№ 1028—1348)                                     |                                      | 3000          | (Пг+Мп)+0…4×(Пп+Мп)+(Мп+Пг)                             | 1044—1050        | —                                  | 1974—1984            | РВЗ, РЭЗ, КВЗ | 1660 (321)                                      |
| ЭР22В                                                 |                                      | 3000          | 2×((Мг+Пп)+(Пп+Мг))                                     | 968              | Рекуперативно-реостатное           | 1975—1976            | РВЗ, РЭЗ | 8 (2)                                           |
| ЭР12 (ЭР2С)                                           |                                      | 3000          | (Пг+Мп)+0…3×(Пп+Мп)+(Мп+Пг)                             | 614              | —                                  | 1976, 1981           | РВЗ, РЭЗ, ТЭЗ им. М. И. Калинина                                                                                             | 10 (3)                                          |
| ЭР2Р                                                  |                                      | 3000          | (Пг+Мп)+0…4×(Пп+Мп)+(Мп+Пг)                             | 1039             | Рекуперативно-реостатное           | 1979, 1982—1987      | РВЗ, РЭЗ | 512 (89)                                        |
| ЭР2Т                                                  |                                      | 3000          | (Пг+Мп)+0…5×(Пп+Мп)+(Мп+Пг)                             | 1039             | Рекуперативно-реостатное           | 1987—2001            | РВЗ, РЭЗ | 1308 (163)                                      |
| ЭД2Т                                                  |                                      | 3000          | (Пг+Мп)+0…4×(Пп+Мп)+(Мп+Пг)                             | 1088             | Рекуперативно-реостатное           | 1993—1999            | ДМЗ | (54)                                            |
| ЭТ2 «Былина»                                          |                                      | 3000          | (Пг+Мп)+0…4×(Пп+Мп)+(Мп+Пг)                             | 989              | Рекуперативно-реостатное           | 1993—1998            | ТорВЗ, РЭЗ | 130 (26)                                        |
| ЭД4                                                   |                                      | 3000          | (Пг+Мп)+0…4×(Пп+Мп)+(Мп+Пг)                             | 1088             | Рекуперативно-реостатное           | 1996—1998            | ДМЗ, НЭВЗ | 50 (6)                                          |
| ЭТ2Р                                                  | Электропоезд с головным вагоном ЭТ2Р | 3000          | Пг                                                      | 40               | —                                  | 1997, 2001, 2002     | ТорВЗ, РЭЗ | —                                               |
| ЭТ2А                                                  |                                      | 3000          | (Пг+Мп)+(Мп+Пг)                                         | 969              | Рекуперативное                     | 1999                 | ТорВЗ | 2 (1)                                           |
| ЭД4М (с номерами до 0500)                             |                                      | 3000          | 2×(Пг+Мп)+0…4×(Пп+Мп)                                   | 1088             | Рекуперативно-реостатное           | 1998—2016            | ДМЗ, НЭВЗ | 2025 (425); :доп.: 55 Пг, 17 Мп и 69 Пп         |
| ЭД4М1                                                 |                                      | 3000          | (Пг+Мп)+3×(Пп+Мп)+(Мп+Пг)                               | 1088             | Рекуперативно-реостатное           | 1998                 | ДМЗ, РЭЗ | 15 (3)                                          |
| ЭД4МК                                                 |                                      | 3000          | (Пг+Мп)+0…4×(Пп+Мп)+(Мп+Пг)                             | 789              | Рекуперативно-реостатное           | 1999—2005, (2006)    | ДМЗ, НЭВЗ | 166 (38)                                        |
| ЭТ2Л                                                  |                                      | 3000          | (Пг+Мп)+(Пп+Мп)+(Мп+Пг)                                 | …                | Рекуперативно-реостатное           | 1999                 | ТорВЗ | 3 (1)                                           |
| ЭТ2М                                                  |                                      | 3000          | (Пг+Мп)+0…4×(Пп+Мп)+(Мп+Пг)                             | 989              | Рекуперативно-реостатное           | 1999—2010            | ТорВЗ, НЭВЗ | 530 (109)                                       |
| ЭД6                                                   |                                      | 3000          | (Пг+Мп+Пп)+0..1×Пп+(Пп+Мп+Пг)                           | н.д.             | Рекуперативное                     | 2000                 | ДМЗ | 2 (1)                                           |
| ЭПЛ2Т                                                 |                                      | 3000          | (Пг+Мп)+(Пп+Мп)+(Мп+Пп)+(Мп+Пг)                         | 1016             | Рекуперативно-реостатное           | 2000—2002, 2004—2008 | Луганский тепловозостроительный завод                                                                                        | 145 (36)                                        |
| ЭД4Э                                                  |                                      | 3000          | (Пг+Мп)+3×(Пп+Мп)+(Мп+Пг)                               | 1088             | Рекуперативно-реостатное           | 2001, 2004           | ДМЗ | 6 (1)                                           |
| ЭР2М, ЭР2К, ЭМ1К, ЭМ2К, ЭМ2 (с кабиной ЭД4М)          |                                      | 3000          | (Пг+Мп)+3×(Пп+Мп)+(Мп+Пг)                               | 1044—1050        | —                                  | 2001                 | МЛРЗ (ЗАО «Спецремонт») (второй ЭМ1К переобозначен как ЭМ2К; позже ЭМ1К и ЭМ2К сменили обозначение на ЭМ2, а с 2007 на ЭР2К) | ЭР2М: 5 (1) ЭМ1К: 5 (1) ЭМ2К: 5 (1) ЭМ2: 16 (3) |
| ЭМ2 (с угловатой кабиной ЭР2)                         |                                      | 3000          | 2×(Пг+Мп)+2…4×(Пп+Мп)                                   | 1044—1050        | —                                  | 2001—2002            | МЛРЗ (ЗАО «Спецремонт») | (8)                                             |
| ЭР2К, ЭМ2 (с кабиной RRA)                             |                                      | 3000          | 2×(Пг+Мп)+2…4×(Пп+Мп)                                   | 1044—1050        | —                                  | 2002—2003            | МЛРЗ (ЗАО «Спецремонт») | (11)                                            |
| ЭМ2, ЭМ2К (с кабиной ЭМ2И)                            |                                      | 3000          | 2×(Пг+Мп)+2…4×(Пп+Мп)                                   | 1044—1050        | —                                  | 2002—2005            | МЛРЗ (ЗАО «Спецремонт») | (10)                                            |
| ЭМ2И                                                  |                                      | 3000          | 2×(Пг+Мп)+2…4×(Пп+Мп)                                   | 1044—1050        | —                                  | 2002—2006            | МЛРЗ (ЗАО «Спецремонт») | 74 (16)                                         |
| ЭС2                                                   |                                      | 3000          | 2×(Пг+Мп)+1…3×(Пп+Мп)                                   | 1044—1050        | —                                  | 2002—2009            | Депо Алтайская (в 2009 году переименованы в ЭР2К)                                                                            | (19)                                            |
| ЭМ4 «Спутник»                                         |                                      | 3000          | 2×(Пг+Мп)+1…2×(Пп+Мп)                                   | 1044             | —                                  | 2003—2006            | МЛРЗ (ЗАО «Спецремонт») | 54 (15)                                         |
| ЭТ4Э                                                  |                                      | 3000          | (Пг+Мп)                                                 |                  |                                    | 2003                 | ТорВЗ | 1                                               |
| ЭТ2МРЛ                                                |                                      | 3000          | 2×(Пг+Мп)+2×(Пп+Мп)                                     | …                | Рекуперативно-реостатное           | 2003                 | ТорВЗ | 4 (1)                                           |
| ЭТ2МЛ                                                 |                                      | 3000          | 2×(Пг+Мп)+1…2×(Пп+Мп)                                   | …                | Рекуперативно-реостатное           | 2004, 2005           | ТорВЗ | 54 (7)                                          |
| ЭТ2ЭМ                                                 |                                      | 3000          | 2×(Пг+Мп)+2…3×(Пп+Мп)                                   | 989              | Рекуперативно-реостатное           | 2005, 2006           | ТорВЗ | 15 (3)                                          |
| ЭД4МКу                                                |                                      | 3000          | 2×(Пг+Мп)+3×(Пп+Мп)                                     | 416              | Рекуперативно-реостатное           | 2005                 | ДМЗ | 10 (2)                                          |
| ДТ1 (дизель-электропоезд)                             |                                      | 3000          | Пг+Мп+Пп+Пг                                             | 368              | —                                  | 2005, 2009-2013      | ТВЗ | 13 (13)                                         |
| ЭД4МКМ                                                |                                      | 3000          | 2×(Пг+Мп)+3×(Пп+Мп)                                     | 416              | Рекуперативно-реостатное           | 2006                 | ДМЗ | 5 (1)                                           |
| ЭС (ეს)                                               |                                      | 3000          | 2×(Пг+Мп)+1…2×Пп                                        |                  | —                                  | 2006—2009            | ТЭВРЗ | (9)                                             |
| ЭД4МКМ-АЭРО                                           |                                      | 3000          | 2×(Пг+Мп)+2×(Пп+Мп)                                     | 294              | Рекуперативно-реостатное           | 2007—2009            | ДМЗ | 56 (7)                                          |
| ЭВС1 «Сапсан»                                         |                                      | 3000          | (Мг+Пп+Пп)+(Мп+Пп)+(Пп+Мп)+(Пп+Пп+Мг)                   | 604              | Рекуперативное                     | 2009, 2014, 2021     | Siemens AG, Siemens Mobility                                                                                                 | 56 (14)                                         |
| ВМК (ვმკ)/GRT                                         |                                      | 3000          | 2×(Пг+Мп)                                               |                  | —                                  | 2010                 | ТЭВРЗ | (6)                                             |
| ЭТ4А                                                  |                                      | 3000          | (Пг+Мп)+(Пп+Мп)+(Мп+Пг)                                 | ?                | Рекуперативно-реостатное           | 2011                 | ТорВЗ | 3 (1)                                           |
| ЭД4М (№ 0500 и выше)                                  |                                      | 3000          | 2×(Пг+Мп)+3×(Пп+Мп)                                     | …                | Рекуперативно-реостатное           | 2011—2012, 2014—2015 | ДМЗ | 20 (4)                                          |
| Stadler FLIRT (серии 1300 и 1400)                     |                                      | 3000          | Мг=Пп=Пп=Мг Мг=Пп=Мг                                    | …                | Рекуперативное                     | 2012—2013            | Stadler | 18                                              |
| ЭС2Г «Ласточка»                                       |                                      | 3000          | Мг+3Пп+Мг                                               | 386 или 346      | Рекуперативное                     | 2014—2022            | Уральские локомотивы | 330 (165)                                       |
| ЭШ2 «Евразия»                                         |                                      | 3000          | Пг+Мп+2Пп+Мп+Пг Пг+Мп+МПп+Пг                            | 700 или 396      | Рекуперативное                     | 2014—2017, 2019      | Stadler Rail AG | 48 (24)                                         |
| ЭГ2Тв «Иволга-0.0»                                    |                                      | 3000          | (Пг+3Мп+Пг) (Пг+2Мп+Пп+Пг)                              | 222              | Рекуперативно-реостатное           | 2014, 2015           | ТВЗ | 5 (2)                                           |
| ЭГ2Тв «Иволга-1.0»                                    |                                      | 3000          | (Пг+Мп+Пп+2Мп+Пг) (Пг+Пп+Мп+Пп+3Мп+ Пп+Мп+Пп+Пг)        | 272 612          | Рекуперативно-реостатное           | c 2018               | ТВЗ | 120(24)                                         |
| ЭГ2Тв «Иволга-2.0»                                    |                                      | 3000          | (Пг+Мп+Пп+2Мп+Пп+Пг) (Пг+Пп+Мп+Пп+3Мп+ Пп+Мп+Пп+Пг)     | 340 612          | Рекуперативно-реостатное           | c 2019               | ТВЗ | 75(15)                                          |
| ЭГЭ2Тв «Иволга-3.0»                                   |                                      | 3000          | ?                                                       | ?                | Рекуперативно-реостатное           | с 2021               | ТВЗ | 19                                              |
| ЭП2Д                                                  |                                      | 3000          | (Пг+Мп)+0..3×(Пп+Мп)+0..1×Пп+(Мп+Пг) Пг+0..1×(Мп+Пп)+Мг | …                | Рекуперативно-реостатное           | с 2015               | ДМЗ | 1167 (236)                                      |
| ЭС2ГП «Ласточка»                                      |                                      | 3000          | Мг+3Пп+Мг                                               | 349              | Рекуперативное                     | 2016, 2018, 2019     | Уральские локомотивы | 34 (17)                                         |
| ЭП2Тв                                                 |                                      | 3000          | (Пг+Мп)+0..3×(Пп+Мп)+0..1×Пп+(Мп+Пг)                    | 3088             | Рекуперативно-реостатное           | 2017                 | ТВЗ | 0 (1 вагон макет)                               |
| ЭП2ДМ                                                 |                                      | 3000          | (Пг+Мп)+0..3×(Пп+Мп)+0..1×Пп+(Мп+Пг) Пг+0..1×(Мп+Пп)+Мг | …                | Рекуперативно-реостатное           | с 2022               | ДМЗ | 51                                              |
| 16Ev                                                  |                                      | 3000          |                                                         | …                |                                    | с 2022               | Škoda Vagonka | 32                                              |
| ЭС104 «Финист»                                        |                                      | 3000          |                                                         | …                |                                    | с 2023               | Уральские локомотивы | 39                                              |
| ЭГЭ2Тв "Иволга" 4.0                                   |                                      | ?             | ?                                                       | ...              | ?                                  | с 2024               | ТВЗ | 24                                              |

#### Аккумуляторные электропоезда
Источником питания электропоездов данного типа являются установленные на них аккумуляторные батареи, подзаряд которых осуществляется либо на специальной зарядной станции, либо в процессе следования электропоезда под контактной сетью (для контактно-аккумуляторных электропоездов). Все электропоезда в списке — постоянного тока.
| Серия                                                         | Композиция              | Число мест | Электрическое торможение   | Годы выпуска    | Завод                                                         | Кол-во |
| ------------------------------------------------------------- | ----------------------- | ---------- | -------------------------- | --------------- | ------------------------------------------------------------- | ------ |
| Системы И. И. Махонина                                        | 3Мг+3Т                  | 222        | —                          | 1920            | Сформирован из трёх переделанных автомотрис, производства МВЗ | 3 (1)  |
| {\displaystyle C_{3}^{P}A6} и {\displaystyle C_{3}^{M}A6^{M}} | 2×(Пг+Мп+Пг)            | 321        | Рекуперативное             | 1959, 1965—1967 | РВЗ, РЭЗ, ОЭВРЗ (смонтированы из СР3)                         | 18 (9) |
| ЭР2А6                                                         | (Пг+Мп)+(Пп+Мп)+(Мп+Пг) | 614        | Рекуперативное, реостатное | 1972            | ОЭВРЗ (смонтирован из ЭР2Б−596)                               | 3 (1)  |

### Электропоезда переменного тока
| Серия                       | Иллюстрация | Композиция                          | Число мест  | Электрическое торможение | Годы выпуска                        | Заводы                                                | Кол-во                               |
| --------------------------- | ----------- | ----------------------------------- | ----------- | ------------------------ | ----------------------------------- | ----------------------------------------------------- | ------------------------------------ |
| ЭР7 (ЭР7К)                  |             | 2×(Пг+Мп)+3×(Пп+Мп)                 | 1050        | —                        | 1960—1962                           | РВЗ, РЭЗ, КВЗ, Московский трансформаторный завод, ВЭИ | 41 (4)                               |
| ЭР9                         |             | 2×(Пг+Мп)+2…3×(Пп+Мп)               | 1035—1050   | —                        | 1961—1964                           | РВЗ, РЭЗ, КВЗ                                         | 226 (45)                             |
| ЭР9П (№ 34, 48—344)         |             | (Пг+Мп)+0…4×(Пп+Мп)+(Мп+Пг)         | 1035—1050   | —                        | 1963—1974                           | РВЗ, РЭЗ, КВЗ                                         | 1429 (298)                           |
| ЭР11                        |             | 4×(Мг+Пп)                           | 992         | Реостатное               | 1965                                | РВЗ, РЭЗ, КВЗ                                         | 4 (1)                                |
| ЭР25                        |             | (Мг+2Пп+Мг)                         |             | Реостатное               | 1969—1979                           | РВЗ, РЭЗ                                              | 158 (79)                             |
| ЭР9А                        |             | (Пг+Мп)+2×(Пп+Мп)+(Мп+Пг)           | 1035—1050   | —                        | 1970                                | РВЗ, РЭЗ, КВЗ                                         | 5 (1)                                |
| ЭР9П (№ 345—377)            |             | (Пг+Мп)+0…4×(Пп+Мп)+(Мп+Пг)         | 1035—1050   | —                        | 1974—1975                           | РВЗ, РЭЗ, КВЗ                                         | 201 (33)                             |
| ЭР9М                        |             | (Пг+Мп)+0…4×(Пп+Мп)+(Мп+Пг)         | 1035—1050   | —                        | 1976—1983                           | РВЗ, РЭЗ, КВЗ                                         | 546 (110)                            |
| ЭР31                        |             | (Мг+Пп+Пп+Мг)                       |             | Реостатное               | 1980—1989                           | РВЗ, РЭЗ                                              | 102 (51)                             |
| ЭР9Е                        |             | (Пг+Мп)+0…4×(Пп+Мп)+(Мп+Пг)         | 1035—1050   | —                        | 1981—1987                           | РВЗ, РЭЗ, КВЗ                                         | 407 (79)                             |
| ЭР29                        |             | 2×(Пг+Мп)+(Пп+Мп)                   | 621         | Рекуперативное           | 1985                                | РВЗ, РЭЗ, КВЗ                                         | 3 (1)                                |
| ЭР9Т                        |             | (Пг+Мп)+0…4×(Пп+Мп)+(Мп+Пг)         | 1035—1050   | Реостатное               | 1987—1996                           | РВЗ, РЭЗ, КВЗ                                         | 371 (82)                             |
| ЭР33                        |             | (Мг+Пп+Пп+Мг)                       |             | Реостатное               | 1990—1992                           | РВЗ, РЭЗ                                              | 12 (6)                               |
| ЭР35                        |             | (Мг+Пп+Пп+Мг)                       |             | Реостатное               | 1995, 1996                          | РВЗ, РЭЗ                                              | 4 (2)                                |
| ЭД9Т                        |             | (Пг+Мп)+2…3×(Пп+Мп)+(Мп+Пг)         | 1068        | Реостатное               | 1995—2000                           | ДМЗ                                                   | 132 (27)                             |
| ЭН3                         |             | (Пг+Мп)+(Мп+Пп)+(Мп+Пг)             | 988         | Рекуперативное           | 1999                                | НЭВЗ                                                  | 2 (1)                                |
| ЭД9М                        |             | (Пг+Мп)+0…3×(Пп+Мп)+ 0…1×Пп+(Мп+Пг) | 1068        | Реостатное               | 2000—2012                           | ДМЗ                                                   | 855 (188); :доп.: 53 Пг, 7 Мп и 1 Пп |
| ЭД9МК                       |             | (Пг+Мп)+0…3×(Пп+Мп)+ 0…1×Пп+(Мп+Пг) | 1088        | Реостатное               | 2000—2006                           | ДМЗ                                                   | 110 (25); :доп.: 2 Пг                |
| ЭМ9 (с круглой кабиной ЭР9) |             | (Пг+Мп)+2…3×(Пп+Мп)+(Мп+Пг)         | 1035—1050   | —                        | 2001—2003                           | ДЭВРЗ (ЭР9П прошедшие КВР и КРП)                      | 17 (4)                               |
| ЭМ9                         |             | (Пг+Мп)+2…3×(Пп+Мп)+(Мп+Пг)         | 1035—1050   | —                        | 2001—2003                           | ДЭВРЗ (ЭР9П прошедшие КВР и КРП)                      | 8 (2)                                |
| ЭПЛ9Т                       |             | (Пг+Мп)+(Пп+Мп)+(Мп+Пп)+(Мп+Пг)     | 992         | Реостатное               | 2001, 2003—2005, 2008               | Луганский тепловозостроительный завод                 | (15)                                 |
| Sm3 «Pendolino»             |             | 2Мг+2Мп+3Пп                         | 262         | Реостатное               | 2006                                | Fiat Ferroviaria (Alstom)                             | 4 (1)                                |
| ЭД9Э (кроме № 0028—0032)    |             | (Пг+Мп)+0…2×(Пп+Мп)+ 0…1×Пп+(Мп+Пг) | 1088        | Рекуперативно-реостатное | 2006, 2012—2016                     | ДМЗ                                                   | 154 (57)                             |
| EJ575                       |             | Мг+Пп+Пг                            | …           |                          | 2008 — 2010, 2012, 2013, 2016, 2017 | Škoda Holding                                         | 13                                   |
| ЭПг                         |             | (Мг=Пп=Пп=Мг)                       | 260         | Рекуперативное           | 2011 — 2012                         | Stadler Minsk                                         | 12 (6)                               |
| ЭПр                         |             | (Мг=Пп=Пп=Мг) (Мг=Пп=Пп=Пп=Мг)      | 216 или 302 | Рекуперативное           | 2011 — 2014                         | Stadler Minsk                                         | 20 (10)                              |
| Afrosiyob                   |             | Мг(Л)+(7…9)Пп+Мг(Л)                 | …           | Рекуперативное           | 2011, 2017                          | Patentes Talgo S.L.                                   | 8 (4)                                |
| ЭД9Э (№ 0028—0032)          |             | (Пг+Мп)+2×(Пп+Мп)+(Мп+Пг)           | …           | Рекуперативно-реостатное | 2014                                | ДМЗ                                                   | 20 (5)                               |
| ЭПм                         |             | (Мг=ПпСТ=Пп)—(Мп=ПпС=ПпСТ=Мг)       | 382         | Рекуперативное           | 2015                                | Stadler Minsk                                         | 18 (8)                               |
| ЭП3Д                        |             | (Пг+Мп)+(Пп+Мп)+(Мп+Пг)             | …           | Рекуперативно-реостатное | 2016, с 2018                        | ДМЗ                                                   | 159 (69)                             |

### Двухсистемные электропоезда
Как следует из названия, электропоезда данного типа эксплуатируются на участках, где стыкуются две системы тока: постоянный 3000 В и переменный 25 000 В 50 Гц.
| Серия             | Иллюстрация | Композиция                              | Число мест   | Электрическое торможение | Годы выпуска | Заводы                               | Кол-во   |
| ----------------- | ----------- | --------------------------------------- | ------------ | ------------------------ | ------------ | ------------------------------------ | -------- |
| Сокол-250 (ЭС250) |             | 2Пг+2Мп+2Пп                             | 72/76        | Рекуперативное           | 1998         | ВНИИТрансМаш, «Алмаз» и другие       | 2 (1)    |
| ЭВС2 «Сапсан»     |             | (Мг+Пп+ПпТ)+(Мп+Пп)+(Пп+Мп)+(ПпТ+Пп+Мг) | 604          | Рекуперативное           | 2008—2009    | Siemens AG, Siemens Mobility         | 16 (4)   |
| Sm6 «Allegro»     |             | 2Мг+2Мп+3Пп                             | 354          | Рекуперативное           | 2009—2010    | Alstom (разработка Fiat Ferroviaria) | 16 (4)   |
| HRCS2             |             | Мг+ПпТэ+Мп+Мп+ПпТэ+Мп+Мп+ПпТэ+Мг        | 579          | Рекуперативное           | 2011—2012    | Hyundai Rotem                        | 60 (10)  |
| ЭКр1              |             | Мг+7Пп+Мг                               | 612          | Рекуперативное           | 2011—2012    | Крюковский вагоностроительный завод  | 4 (2)    |
| EJ 675            |             | Мг+4Пп+Мг                               | 636          | Рекуперативное           | 2012         | Škoda Transportation                 | 4 (2)    |
| ЭС1 «Ласточка»    |             | Мг+3Пп+Мг                               | 449 либо 340 | Рекуперативное           | 2012—2014    | Siemens AG, Siemens Mobility         | 108 (54) |
| ЭС1П «Ласточка»   |             | Мг+3Пп+Мг                               |              | Рекуперативное           | 2018—2023    | Уральские локомотивы                 | 114 (47) |
| 21Ev              |             |                                         | …            |                          | с 2024       | Škoda Vagonka                        | 8        |
| ЭС105 «Финист»    |             | Мг+3Пп+Мг                               |              | Рекуперативное           | с 2024       | Уральские локомотивы                 | 3        |
| Белый кречет      |             |                                         |              |                          |              | Уральские локомотивы                 |          |

### Узкоколейные электропоезда
| Серия                                       | Иллюстрация | Ширина колеи, мм           | Напряжение, В                        | Композиция      | Число мест | Электрическое торможение | Годы выпуска | Заводы                     | Кол-во |
| ------------------------------------------- | ----------- | -------------------------- | ------------------------------------ | --------------- | ---------- | ------------------------ | ------------ | -------------------------- | ------ |
| Детской ж. д. в ЦПКиО им. Горького (Москва) |             | н.д., предположительно 750 | н.д.                                 | (Пг+Мп+Пг)      | н.д.       | —                        | 1932         | разработка ДЖД             | 1      |
| ЭП «Турист»                                 |             | 900                        | 300 (контактный рельс, аккумуляторы) | (Мг(Л)+4×Пп+Пг) | 90         | Реостатное               | 1974         | РВЗ, модернизированы СВАРЗ | 2      |
| Эп-563                                      |             | 900                        | 300 (контактный рельс, аккумуляторы) | (Мг(Л)+4×Пп+Пг) | 102        | Реостатное               | 2014         | РВЗ                        | 1      |

### Псевдоэлектропоезда электровозной тяги
Данные составы были сформированы по схеме «тяни-толкай» из секций обычных электровозов, использующихся вместо головных моторных вагонов и дооборудованных соответствующими органами управления, и вцепленных между ними прицепных пассажирских вагонов, аналогичных таковым в составе МВПС.
| Серия поезда | Серия электровоза        | Серия вагонов                                | Иллюстрация | Напряжение и род тока, кВ                   | Композиция        | Число мест | Электрическое торможение | Годы формирования | Завод-производитель электровоза | Завод-производитель вагонов | Кол-во |
| ------------ | ------------------------ | -------------------------------------------- | ----------- | ------------------------------------------- | ----------------- | ---------- | ------------------------ | ----------------- | ------------------------------- | --------------------------- | ------ |
| «Урал»       | ВЛ10                     | Пп от ЭР1 (тип 62-14), Пп от ЭР2 (тип 62-64) |             | 3, постоянный                               | Л+5×Пп+Л          | ?          | Нет                      | 1998, 1999        | НЭВЗ                            | ДМЗ                         | 2 (1)  |
| «Урал»       | ВЛ10                     | ЭД2 (тип 62-322)                             |             | 3, постоянный                               | Л+5×Пп+Л (проект) | ?          | Нет                      | 2000              | НЭВЗ                            | ДМЗ                         | 4 (2)  |
| ЭД1          | ВЛ80С                    | Тип 62-322                                   |             | 25, переменный                              | Л+10×Пп+Л         | 1148       | Реостатное               | 1999—2001         | НЭВЗ                            | ДМЗ                         | 8 (4)  |
| ———          | ВЛ80С                    | Пп от ЭД9Т (ЭД9Т-30XX, тип 62-308)           |             | 25, переменный                              | Л+10×Пп+Л         | 1148       | Реостатное               | 1999, 2000        | НЭВЗ                            | ДМЗ                         | 4 (2)  |
| ———          | ВЛ80С                    | АПЧ2                                         |             | 25, переменный                              | Л+6×Пп+Л          | 738        | Реостатное               | 2000              | НЭВЗ                            | Vagonka Studenka            | 2 (1)  |
| ЭД4ДК        | ВЛ10+ВЛ80Т (по 1 секции) | Пп от ЭД4МК (тип 62-304 повыш. комфортности) |             | 3, постоянный (ВЛ10) 25, переменный (ВЛ80Т) | Л+10×Пп+Л         | ?          | ?                        | 2002              | НЭВЗ                            | ДМЗ                         | 2 (1)  |

### Комментарии
1. ↑  На советские железные дороги попали в 1940 году с присоединением Эстонии
2. ↑  Трофейный немецкий ET 165, попал на советские железные дороги в 1945 году.
3. ↑  Трофейный немецкий ET 167, попал на советские железные дороги в 1945 году.
4. ↑  Переоборудован в ЭР1 с присвоением обозначения ЭР1/6
5. ↑  10-вагонный состав
6. ↑  Прототип головного вагона ЭР200
7. ↑  10-вагонный состав
8. ↑  Переоборудован в ЭР2 с присвоением обозначения ЭР2С
9. ↑  10-вагонный состав
10. ↑  10-вагонный состав
11. ↑  10-вагонный состав
12. ↑  10-вагонный состав
13. ↑  Выпускались лишь отдельные головные вагоны
14. ↑  Для 10 вагонов
15. ↑  10-вагонный состав
16. ↑  10-вагонный состав, экспресс
17. ↑  В 2006 году были выпущены только 2 отдельных головных электровагона.
18. ↑  10-вагонный состав
19. ↑  8-вагонный состав
20. ↑  10-вагонный состав
21. ↑  10-вагонный состав
22. ↑  10-вагонный состав
23. ↑  10-вагонный состав
24. ↑  10-вагонный состав
25. ↑  10-вагонный состав
26. ↑  10-вагонный состав
27. ↑  10-вагонный состав
28. ↑  Опытная электросекция
29. ↑  10-вагонный состав
30. ↑  10-вагонный состав, экспресс
31. ↑  4-вагонный состав
32. ↑  10-вагонный состав, экспресс
33. ↑  8-вагонный состав
34. ↑  пригородно-городской
35. ↑  городской
36. ↑  6-вагонный состав
37. ↑  4-вагонный состав
38. ↑  5-вагонный состав
39. ↑  6-вагонный состав
40. ↑  6-вагонный состав
41. ↑  11-вагонный состав
42. ↑  7-вагонный состав
43. ↑  7-вагонный состав
44. ↑  11-вагонный состав
45. ↑  10-вагонный состав
46. ↑  10-вагонный состав
47. ↑  10-вагонный состав
48. ↑  10-вагонный состав
49. ↑  10-вагонный состав
50. ↑  10-вагонный состав
51. ↑  10-вагонный состав
52. ↑  10-вагонный состав
53. ↑  10-вагонный состав, пригородный
54. ↑  10-вагонный состав, пригородный
55. ↑  10-вагонный состав
56. ↑  10-вагонный состав
57. ↑  8-вагонный состав
58. ↑  Проходил испытания на Октябрьской железной дороге, после завершения которых был передан в Финляндию.
59. ↑  10-вагонный состав, пригородный
60. ↑  пригородный
61. ↑  межрегиональный (экспресс)
62. ↑  Первоначально два состава с ВЛ10 и вагонами ЭР1, ЭР2 (по аналогии с ЭД1)
63. ↑  Первоначально два состава с ВЛ10 и вагонами ЭР1, ЭР2. Вагоны ЭД2 должны были эксплуатироваться вместо ЭР1, ЭР2 совместно с электровозами ВЛ10 в двух поездах

1. 1 2 3  На начало 2015 года, отдельно выпущенные вагоны указаны отдельно
2. 1 2 3 4 5 6 7  Модернизация прошедших КВР и КРП ЭР2
3. 1 2 3  Моторные вагоны не имеют пассажирских мест и де-факто представляют собой секции электровозов, но при этом унифицированы по конструкции с вагонами и эксплуатируются только совместно с ними